# Světový pohár v rychlobruslení 2008/2009
Světový pohár v rychlobruslení 2008/2009 byl 24. ročník Světového poháru v rychlobruslení. Konal se v období od 7. listopadu 2008 do 8. března 2009. Soutěž byla organizována Mezinárodní bruslařskou unií (ISU).

## Kalendář
| Místo          | Datum                   | 100 m | 500 m | 1000 m | 1500 m | 3 km/5 km | 5 km/10 km | stíhací závod |
| -------------- | ----------------------- | ----- | ----- | ------ | ------ | --------- | ---------- | ------------- |
| Berlín         | 7.–9. listopadu 2008    |       | 2×    | 1×     | 1×     | 1×        |            | 1×            |
| Heerenveen     | 14.–16. listopadu 2008  |       | 2×    | 1×     | 1x     | 1x        |            | 1×            |
| Moskva         | 22.–23. listopadu 2008  |       |       |        | 1×     |           | 1×         |               |
| Čchang-čchun   | 6.–7. prosince 2008     | 1×    | 2×    | 2×     |        |           |            |               |
| Nagano         | 13.–14. prosince 2008   | 1×    | 2×    | 2×     |        |           |            |               |
| Kolomna        | 24.–25. ledna 2009      | 1×    | 2×    | 2×     |        |           |            |               |
| Erfurt         | 30. ledna–1. února 2009 |       | 2×    | 1×     | 1×     | 1×        |            | 1×            |
| Heerenveen     | 14.–15. února 2009      |       |       |        | 1×     |           | 1×         |               |
| Salt Lake City | 6.–8. března 2009       | 1×    | 1×    | 1×     | 1×     | 1×        |            |               |

## Muži

### 100 m
| Místo          | 1. místo    | Čas      | 2. místo       | Čas      | 3. místo       | Čas      |
| -------------- | ----------- | -------- | -------------- | -------- | -------------- | -------- |
| Čchang-čchun   | Júja Oikawa | 9,45     | I Kang-sok     | 9,61     | Jü Feng-tchung | 9,89     |
| Nagano         | Júja Oikawa | 9,60     | Jü Feng-tchung | 9,79     | I Kang-sok     | 9,85     |
| Kolomna        | Júja Oikawa | 9,61     | Džódži Kató    | 9,66     | Čang Čung-čchi | 9,81     |
| Salt Lake City | Júja Oikawa | 9,40     | I Kang-sok     | 9,63     | Jü Feng-tchung | 9,80     |
|                |             |          |                |          |                |          |
| Celkové pořadí | Júja Oikawa | 450 bodů | Jü Feng-tchung | 305 bodů | I Kang-sok     | 270 bodů |

### 500 m
| Místo          | 1. místo          | Čas        | 2. místo          | Čas      | 3. místo          | Čas      |
| -------------- | ----------------- | ---------- | ----------------- | -------- | ----------------- | -------- |
| Berlín 1       | Keiičiró Nagašima | 34,92      | Pekka Koskela     | 34,99    | I Kju-hjok        | 35,01    |
| Berlín 2       | Džódži Kató       | 34,70      | Jü Feng-tchung    | 35,09    | Mika Poutala      | 35,13    |
| Heerenveen 1   | Pekka Koskela     | 34,88      | Dmitrij Lobkov    | 35,16    | Jü Feng-tchung    | 35,18    |
| Heerenveen 2   | Džódži Kató       | 34,82      | Jü Feng-tchung    | 35,05    | Pekka Koskela     | 35,09    |
| Čchang-čchun 1 | Jü Feng-tchung    | 34,97      | Keiičiró Nagašima | 35,08    | I Kju-hjok        | 35,27    |
| Čchang-čchun 2 | Dmitrij Lobkov    | 35,07      | Jü Feng-tchung    | 35,09    | Keiičiró Nagašima | 35,20    |
| Nagano 1       | Keiičiró Nagašima | 34,81      | Jü Feng-tchung    | 34,91    | Džódži Kató       | 35,06    |
| Nagano 2       | I Kju-hjok        | 34,92      | Jü Feng-tchung    | 34,95    | Džódži Kató       | 34,96    |
| Kolomna 1      | Keiičiró Nagašima | 34,85      | Jü Feng-tchung    | 34,89    | Júja Oikawa       | 34,96    |
| Kolomna 2      | Tucker Fredricks  | 34,81      | Keiičiró Nagašima | 34,87    | Jü Feng-tchung    | 34,89    |
| Erfurt 1       | Jü Feng-tchung    | 35,03      | Keiičiró Nagašima | 35,04    | Tucker Fredricks  | 35,12    |
| Erfurt 2       | Tucker Fredricks  | 34,91      | Jü Feng-tchung    | 35,00    | Jan Smeekens      | 35,26    |
| Salt Lake City | Jü Feng-tchung    | 34,37      | I Kju-hjok        | 34,38    | Tucker Fredricks  | 34,51    |
|                |                   |            |                   |          |                   |          |
| Celkové pořadí | Jü Feng-tchung    | 1 086 bodů | Keiičiró Nagašima | 957 bodů | Tucker Fredricks  | 642 bodů |

### 1000 m
| Místo          | 1. místo         | Čas      | 2. místo         | Čas      | 3. místo          | Čas      |
| -------------- | ---------------- | -------- | ---------------- | -------- | ----------------- | -------- |
| Berlín         | Stefan Groothuis | 1:09,13  | Shani Davis      | 1:09,15  | Simon Kuipers     | 1:09,30  |
| Heerenveen     | Shani Davis      | 1:08,99  | Pekka Koskela    | 1:09,05  | Simon Kuipers     | 1:09,26  |
| Čchang-čchun 1 | I Kju-hjok       | 1:09,68  | Stefan Groothuis | 1:10,15  | Shani Davis       | 1:10,32  |
| Čchang-čchun 2 | Simon Kuipers    | 1:09,83  | Shani Davis      | 1:09,99  | Stefan Groothuis  | 1:10,01  |
| Nagano 1       | Shani Davis      | 1:09,21  | Denny Morrison   | 1:09,40  | I Kju-hjok        | 1:09,43  |
| Nagano 2       | Shani Davis      | 1:08,92  | I Kju-hjok       | 1:09,16  | Denny Morrison    | 1:09,23  |
| Kolomna 1      | Denny Morrison   | 1:08,71  | Stefan Groothuis | 1:08,97  | Jevgenij Lalenkov | 1:09,02  |
| Kolomna 2      | Denny Morrison   | 1:08,53  | Stefan Groothuis | 1:08,67  | Mark Tuitert      | 1:09,09  |
| Erfurt         | Shani Davis      | 1:08,40  | Denny Morrison   | 1:08,78  | Jan Bos           | 1:09,03  |
| Salt Lake City | Shani Davis      | 1:06,42  | Trevor Marsicano | 1:06,88  | Denny Morrison    | 1:07,11  |
|                |                  |          |                  |          |                   |          |
| Celkové pořadí | Shani Davis      | 840 bodů | Denny Morrison   | 705 bodů | Stefan Groothuis  | 590 bodů |

### 1500 m
| Místo          | 1. místo       | Čas      | 2. místo         | Čas      | 3. místo         | Čas      | Příp. další česká účast          | Čas     |
| -------------- | -------------- | -------- | ---------------- | -------- | ---------------- | -------- | -------------------------------- | ------- |
| Berlín         | Sven Kramer    | 1:45,69  | Erben Wennemars  | 1:45,85  | Simon Kuipers    | 1:45,95  | 22. (div. B) Milan Sáblík        | 1:55,06 |
| Heerenveen     | Shani Davis    | 1:45,23  | Stefan Groothuis | 1:45,84  | Mark Tuitert     | 1:45,90  | 27. (div. B) Pavel Kulma         | 1:55,33 |
| Moskva         | Håvard Bøkko   | 1:45,46  | Mark Tuitert     | 1:45,81  | Enrico Fabris    | 1:46,00  | 19. (div. B) Milan Sáblík        | 1:53,19 |
| Erfurt         | Denny Morrison | 1:45,32  | Trevor Marsicano | 1:46,00  | Shani Davis      | 1:46,25  | 18. (div. B) Milan Sáblík        | 1:53,31 |
| Heerenveen     | Shani Davis    | 1:45,40  | Enrico Fabris    | 1:45,88  | Trevor Marsicano | 1:46,09  | 14. (div. B) Milan Sáblík        | 1:53,43 |
| Salt Lake City | Shani Davis    | 1:41,80  | Trevor Marsicano | 1:42,31  | Denny Morrison   | 1:42,56  | —                                | —       |
|                |                |          |                  |          |                  |          |                                  |         |
| Celkové pořadí | Shani Davis    | 470 bodů | Trevor Marsicano | 374 bodů | Håvard Bøkko     | 363 bodů | 48. Pavel Kulma 48. Milan Sáblík | 0 bodů  |

### 5000 m/10 000 m
| Místo          | Disciplína     | 1. místo    | Čas      | 2. místo       | Čas      | 3. místo       | Čas      | Příp. další česká účast                                 | Čas      |
| -------------- | -------------- | ----------- | -------- | -------------- | -------- | -------------- | -------- | ------------------------------------------------------- | -------- |
| Berlín         | 5000 m         | Sven Kramer | 6:15,74  | Håvard Bøkko   | 6:20,03  | Carl Verheijen | 6:20,87  | 22. (div. B) Zdeněk Haselberger                         | 7:00,85  |
| Heerenveen     | 5000 m         | Sven Kramer | 6:14,32  | Carl Verheijen | 6:20,18  | Enrico Fabris  | 6:20,20  | 18. (div. B) Milan Sáblík                               | 6:48,99  |
| Moskva         | 10 000 m       | Bob de Jong | 12:59,21 | Håvard Bøkko   | 13:00,65 | Enrico Fabris  | 13:11,98 | 30. (div. B) Milan Sáblík                               | 14:15,02 |
| Erfurt         | 5000 m         | Sven Kramer | 6:16,02  | Håvard Bøkko   | 6:22,37  | Bob de Jong    | 6:23,45  | 23. (div. B) Pavel Kulma                                | 6:54,47  |
| Heerenveen     | 10 000 m       | Sven Kramer | 13:03,51 | Håvard Bøkko   | 13:07,93 | Bob de Jong    | 13:09,16 | 24. (div. B) Pavel Kulma                                | 14:26,92 |
| Salt Lake City | 5000 m         | Sven Kramer | 6:06,64  | Håvard Bøkko   | 6:09,94  | Carl Verheijen | 6:13,17  | —                                                       | —        |
|                |                |             |          |                |          |                |          |                                                         |          |
| Celkové pořadí | Celkové pořadí | Sven Kramer | 550 bodů | Håvard Bøkko   | 485 bodů | Bob de Jong    | 425 bodů | 52. Pavel Kulma 52. Zdeněk Haselberger 52. Milan Sáblík | 0 bodů   |

### Stíhací závod družstev
| Místo          | 1. místo                                            | Čas      | 2. místo                                         | Čas      | 3. místo                                                  | Čas      | Příp. další česká účast                               | Čas     |
| -------------- | --------------------------------------------------- | -------- | ------------------------------------------------ | -------- | --------------------------------------------------------- | -------- | ----------------------------------------------------- | ------- |
| Berlín         | Kanada Denny Morrison Lucas Makowsky Steven Elm     | 3:47,29  | Německo Jörg Dallmann Robert Lehmann Marco Weber | 3:47,37  | Japonsko Teruhiro Sugimori Hiroki Hirako Šigejuki Dedžima | 3:48,02  | 12. Česko Milan Sáblík Zdeněk Haselberger Pavel Kulma | 4:01,40 |
| Heerenveen     | Nizozemsko Sven Kramer Simon Kuipers Carl Verheijen | 3:42,29  | USA Shani Davis Chad Hedrick Trevor Marsicano    | 3:43,48  | Švédsko Joel Eriksson Daniel Friberg Johan Röjler         | 3:47,20  | 13. Česko Zdeněk Haselberger Pavel Kulma Milan Sáblík | 4:02,91 |
| Erfurt         | Kanada Denny Morrison Lucas Makowsky Jay Morrison   | 3:46,03  | Itálie Matteo Anesi Enrico Fabris Luca Stefani   | 3:46,56  | Norsko Håvard Bøkko Sverre Haugli Stian Elvenes           | 3:48,39  | 11. Česko Pavel Kulma Milan Sáblík Zdeněk Haselberger | 3:56,21 |
|                |                                                     |          |                                                  |          |                                                           |          |                                                       |         |
| Celkové pořadí | Kanada                                              | 310 bodů | Itálie                                           | 220 bodů | Japonsko                                                  | 210 bodů | 13. Česko                                             | 63 bodů |

## Ženy

### 100 m
| Místo          | 1. místo      | Čas      | 2. místo          | Čas      | 3. místo        | Čas      |
| -------------- | ------------- | -------- | ----------------- | -------- | --------------- | -------- |
| Čchang-čchun   | Jenny Wolfová | 10,23    | Sing Aj-chua      | 10,27    | I Sang-hwa      | 10,67    |
| Nagano         | Jenny Wolfová | 10,40    | Sing Aj-chua      | 10,42    | Sajuri Ósugaová | 10,81    |
| Kolomna        | Jenny Wolfová | 10,33    | Judith Hesseová   | 10,56    | Sing Aj-chua    | 10,59    |
| Salt Lake City | Jenny Wolfová | 10,25    | Jü Ťing           | 10,44    | Šihomi Šinjaová | 10,45    |
|                |               |          |                   |          |                 |          |
| Celkové pořadí | Jenny Wolfová | 450 bodů | Thijsje Oenemaová | 236 bodů | Sing Aj-chua    | 230 bodů |

### 500 m
| Místo          | 1. místo      | Čas        | 2. místo             | Čas      | 3. místo             | Čas      |
| -------------- | ------------- | ---------- | -------------------- | -------- | -------------------- | -------- |
| Berlín 1       | Jenny Wolfová | 37,75      | Wang Pej-sing        | 37,75    | I Sang-hwa           | 38,12    |
| Berlín 2       | Wang Pej-sing | 37,91      | Jenny Wolfová        | 37,95    | I Sang-hwa           | 38,26    |
| Heerenveen 1   | Jenny Wolfová | 37,60      | Wang Pej-sing        | 37,63    | I Sang-hwa           | 38,22    |
| Heerenveen 2   | Jenny Wolfová | 37,64      | Wang Pej-sing        | 37,74    | I Sang-hwa           | 38,13    |
| Čchang-čchun 1 | Jenny Wolfová | 38,09      | I Sang-hwa           | 38,71    | Annette Gerritsenová | 38,86    |
| Čchang-čchun 2 | Jenny Wolfová | 37,98      | Annette Gerritsenová | 38,52    | I Sang-hwa           | 38,56    |
| Nagano 1       | Jenny Wolfová | 37,71      | I Sang-hwa           | 38,39    | Sajuri Jošiiová      | 38,66    |
| Nagano 2       | Jü Ťing       | 38,63      | I Sang-hwa           | 38,72    | Sing Aj-chua         | 38,78    |
| Kolomna 1      | Jenny Wolfová | 37,51      | Annette Gerritsenová | 38,02    | Jü Ťing              | 38,17    |
| Kolomna 2      | Jenny Wolfová | 37,67      | Jin Peiyu            | 38,01    | Jü Ťing              | 38,13    |
| Erfurt 1       | Jenny Wolfová | 37,58      | Jü Ťing              | 38,18    | Ťin Pchej-jü         | 38,30    |
| Erfurt 2       | Jenny Wolfová | 37,85      | Jü Ťing              | 38,00    | Annette Gerritsenová | 38,28    |
| Salt Lake City | Wang Pej-sing | 37,25      | Jenny Wolfová        | 37,39    | Jü Ťing              | 37,62    |
|                |               |            |                      |          |                      |          |
| Celkové pořadí | Jenny Wolfová | 1 205 bodů | Margot Boerová       | 642 bodů | I Sang-hwa           | 635 bodů |

### 1000 m
| Místo          | 1. místo               | Čas      | 2. místo             | Čas      | 3. místo               | Čas      | Příp. další česká účast        | Čas     |
| -------------- | ---------------------- | -------- | -------------------- | -------- | ---------------------- | -------- | ------------------------------ | ------- |
| Berlín         | Christine Nesbittová   | 1:16,86  | Shannon Rempelová    | 1:17,11  | Laurine van Riessenová | 1:17,21  | —                              | —       |
| Heerenveen     | Christine Nesbittová   | 1:16,18  | Kristina Grovesová   | 1:16,76  | Wang Pej-sing          | 1:17,01  | —                              | —       |
| Čchang-čchun 1 | Kristina Grovesová     | 1:18,18  | Shannon Rempelová    | 1:18,20  | Laurine van Riessenová | 1:18,48  | —                              | —       |
| Čchang-čchun 2 | Laurine van Riessenová | 1:17,25  | Kristina Grovesová   | 1:17,80  | Shannon Rempelová      | 1:18,27  | —                              | —       |
| Nagano 1       | Jennifer Rodriguezová  | 1:16,34  | Christine Nesbittová | 1:16,39  | Kristina Grovesová     | 1:16,65  | —                              | —       |
| Nagano 2       | Christine Nesbittová   | 1:16,38  | Jü Ťing              | 1:17,37  | Ťin Pchej-jü           | 1:17,60  | —                              | —       |
| Kolomna 1      | Margot Boerová         | 1:15,84  | Jü Ťing              | 1:16,04  | Christine Nesbittová   | 1:16,26  | —                              | —       |
| Kolomna 2      | Margot Boerová         | 1:15,79  | Anni Friesingerová   | 1:15,81  | Christine Nesbittová   | 1:15,85  | —                              | —       |
| Erfurt         | Anni Friesingerová     | 1:15,61  | Jü Ťing              | 1:16,41  | Ťin Pchej-jü           | 1:16,42  | 12. (div. B) Karolína Erbanová | 1:20,39 |
| Salt Lake City | Anni Friesingerová     | 1:13,86  | Sajuri Jošiiová      | 1:14,05  | Christine Nesbittová   | 1:14,41  | —                              | —       |
|                |                        |          |                      |          |                        |          |                                |         |
| Celkové pořadí | Christine Nesbittová   | 646 bodů | Kristina Grovesová   | 507 bodů | Laurine van Riessenová | 468 bodů | 63. Karolína Erbanová          | 0 bodů  |

### 1500 m
| Místo          | 1. místo             | Čas      | 2. místo                     | Čas      | 3. místo              | Čas      | Příp. další česká účast                                      | Čas                     |
| -------------- | -------------------- | -------- | ---------------------------- | -------- | --------------------- | -------- | ------------------------------------------------------------ | ----------------------- |
| Berlín         | Kristina Grovesová   | 1:57,65  | Brittany Schusslerová        | 1:57,74  | Shannon Rempelová     | 1:58,04  | 5. Martina Sáblíková 23. (div. B) Karolína Erbanová          | 1:59,28 2:14,19         |
| Heerenveen     | Kristina Grovesová   | 1:57,27  | Daniela Anschützová-Thomsová | 1:57,91  | Christine Nesbittová  | 1:58,08  | 16. (div. B) Andrea Jirků                                    | 2:05,01                 |
| Moskva         | Claudia Pechsteinová | 1:55,96  | Christine Nesbittová         | 1:56,40  | Kristina Grovesová    | 1:56,76  | 17. Martina Sáblíková 19. (div. B) Andrea Jirků              | 2:00,51 2:05,32         |
| Erfurt         | Anni Friesingerová   | 1:56,90  | Daniela Anschützová-Thomsová | 1:58,13  | Ireen Wüstová         | 1:58,54  | 6. Martina Sáblíková 22. (div. B) Karolína Erbanová          | 1:58,99 DNF             |
| Heerenveen     | Anni Friesingerová   | 1:57,48  | Christine Nesbittová         | 1:57,58  | Kristina Grovesová    | 1:58,40  | 2. (div. B) Karolína Erbanová                                | 2:03,59                 |
| Salt Lake City | Kristina Grovesová   | 1:54,08  | Maki Tabataová               | 1:54,79  | Brittany Schusslerová | 1:54,91  | —                                                            | —                       |
|                |                      |          |                              |          |                       |          |                                                              |                         |
| Celkové pořadí | Kristina Grovesová   | 526 bodů | Daniela Anschützová-Thomsová | 355 bodů | Christine Nesbittová  | 335 bodů | 16. Martina Sáblíková 36. Karolína Erbanová 52. Andrea Jirků | 105 bodů 19 bodů 0 bodů |

### 3000 m/5000 m
| Místo          | Disciplína     | 1. místo             | Čas      | 2. místo                     | Čas      | 3. místo             | Čas      | Příp. další česká účast                                 | Čas             |
| -------------- | -------------- | -------------------- | -------- | ---------------------------- | -------- | -------------------- | -------- | ------------------------------------------------------- | --------------- |
| Berlín         | 3000 m         | Martina Sáblíková    | 4:03,70  | Daniela Anschützová-Thomsová | 4:07,08  | Masako Hozumiová     | 4:07,92  | 9. (div. B) Andrea Jirků 19. (div. B) Karolína Erbanová | 4:21,36 4:30,99 |
| Heerenveen     | 3000 m         | Renate Groenewoldová | 4:04,85  | Martina Sáblíková            | 4:05,54  | Diane Valkenburgová  | 4:05,70  | 8. (div. B) Andrea Jirků 22. (div. B) Karolína Erbanová | 4:19,04 4:26,14 |
| Moskva         | 5000 m         | Claudia Pechsteinová | 6:49,92  | Martina Sáblíková            | 6:57,18  | Stephanie Beckertová | 7:01,72  | 24. (div. B) Andrea Jirků                               | 7:32,29         |
| Erfurt         | 3000 m         | Martina Sáblíková    | 4:03,65  | Daniela Anschützová-Thomsová | 4:05,14  | Renate Groenewoldová | 4:06,60  | 7. (div. B) Andrea Jirků 13. (div. B) Karolína Erbanová | 4:20,66 4:25,20 |
| Heerenveen     | 5000 m         | Martina Sáblíková    | 6:59,08  | Stephanie Beckertová         | 7:01,33  | Kristina Grovesová   | 7:05,08  | 11. (div. B) Andrea Jirků                               | 7:28,54         |
| Salt Lake City | 3000 m         | Martina Sáblíková    | 3:58,62  | Daniela Anschützová-Thomsová | 3:59,88  | Kristina Grovesová   | 4:00,00  | —                                                       | —               |
|                |                |                      |          |                              |          |                      |          |                                                         |                 |
| Celkové pořadí | Celkové pořadí | Martina Sáblíková    | 610 bodů | Daniela Anschützová-Thomsová | 375 bodů | Kristina Grovesová   | 375 bodů | 38. Andrea Jirků 49. Karolína Erbanová                  | 15 bodů 0 bodů  |

### Stíhací závod družstev
| Místo          | 1. místo                                                          | Čas      | 2. místo                                                                   | Čas      | 3. místo                                                                   | Čas      | Příp. další česká účast                                   | Čas     |
| -------------- | ----------------------------------------------------------------- | -------- | -------------------------------------------------------------------------- | -------- | -------------------------------------------------------------------------- | -------- | --------------------------------------------------------- | ------- |
| Berlín         | Nizozemsko Renate Groenewoldová Ireen Wüstová Diane Valkenburgová | 3:04,34  | Německo Daniela Anschützová-Thomsová Claudia Pechsteinová Lucille Opitzová | 3:04,51  | USA Nancy Swiderová-Pelzová Catherine Raneyová Mia Manganellová            | 3:05,68  | 6. Česko Martina Sáblíková Andrea Jirků Karolína Erbanová | 3:07,51 |
| Heerenveen     | Nizozemsko Renate Groenewoldová Marrit Leenstraová Ireen Wüstová  | 3:01,32  | Kanada Kristina Grovesová Christine Nesbittová Brittany Schusslerová       | 3:02,34  | Německo Daniela Anschützová-Thomsová Lucille Opitzová Claudia Pechsteinová | 3:02,51  | 7. Česko Karolína Erbanová Andrea Jirků Martina Sáblíková | 3:06,54 |
| Erfurt         | Česko Karolína Erbanová Andrea Jirků Martina Sáblíková            | 3:05,32  | Rusko Galina Lichačovová Alla Šabanovová Jekatěrina Šichovová              | 3:05,80  | Polsko Natalia Czerwonková Katarzyna Wójcická Luiza Złotkowská             | 3:06,26  | —                                                         | —       |
|                |                                                                   |          |                                                                            |          |                                                                            |          |                                                           |         |
| Celkové pořadí | Česko                                                             | 235 bodů | USA                                                                        | 205 bodů | Nizozemsko                                                                 | 200 bodů | —                                                         | —       |